# Taurotagus impressus
Taurotagus impressus är en skalbaggsart. Taurotagus impressus ingår i släktet Taurotagus och familjen långhorningar.

## Underarter
Arten delas in i följande underarter:
- T. i. impressus
- T. i. orientalis